# 使命與心的極限
《使命與心的極限》，簡體中文版譯作《使命与魂的尽头》，是日本作家東野圭吾的長篇懸疑小說。2006年新潮社發行了單行本，2010年發行角川文庫版。
以本故事為原作的同名電視劇於2011年在NHK「週六劇場Special」時段播放。

## 出版書籍
| 出版社       | 出版日期       | 格式   | 頁數  | ISBN                   | 譯者   |
| ------------ | -------------- | ------ | ----- | ---------------------- | ------ |
| 新潮社       | 2006年12月6日  | 單行本 | 376頁 | ISBN 978-4-10-303171-0 | 不適用 |
| RH Korea     | 2007年10月30日 | 平裝書 | 520頁 | ISBN 978-893-955114-5  |        |
| 獨步文化     | 2008年6月8日   | 平裝書 | 352頁 | ISBN 978-986-695-493-1 | 劉姿君 |
| 角川書店     | 2010年2月25日  | 文庫本 | 452頁 | ISBN 978-4-04-371807-8 | 不適用 |
| 南海出版公司 | 2010年6月25日  | 平裝書 | 283頁 | ISBN 978-754-426617-8  | 劉姿君 |
| 朝鮮 (地區)  | 2013年7月25日  | 平裝書 | 508頁 | ISBN 978-897-275675-0  |        |

## 書籍評價
- 2008年 「這本推理小說真厲害！」　第41名[2]

## 故事簡介
冰室夕紀因父親的去世而立志成為心臟外科的醫生。夕紀的指導教授－西園陽平是心臟外科的權威醫生，夕紀一直耿耿於懷，既然西園醫術如此卓著，身為夕紀父親當年的主治醫師，為什麼沒有把父親救活？而那麼恰巧的，夕紀的母親要與西園陽平再婚，中學時期的一幕畫面在夕紀腦海裡浮現。
夕紀擔任住院醫師的醫院收到了一封恐嚇信，信中威脅要曝光該醫院存在的醫療失誤問題，醫院方面則否認發生過醫療失誤。大人物島原總一郎有著與父親一模一樣的病，執刀的自然是西園陽平，父親當年是如何被動刀，即將直接呈現在夕紀的眼前，父親之死究竟背後是否藏著什麼樣的秘密？她必須親自解開心中長久以來的謎……

## 登場人物
冰室 夕紀（Himuro Yuuki）
帝都大學附屬醫院心臟外科的住院醫生。對父親病故一事抱有疑問。
冰室 健介（Himuro Kensuke）
夕紀已過世的父親，前警部補。
冰室 百合惠（Himuro Yurie）
夕紀的母親，西園的再婚對象。
西園 陽平（Nishisono Youhei）
帝都大學附屬醫院心臟外科的權威，冰室健介當年的主治醫生，冰室百合惠的再婚對象。
七尾 行成（Nanao Kousei）
負責調查恐嚇信事件的警官，健介過去曾經在警署的後輩。
直井 穰治（Naoi Jouji）
向帝都大學醫院寄送恐嚇信，目標指向有馬汽車的島原社長。
真瀨 望（Mase Nozomi）
帝都大學附屬醫院的護士，穰治的戀人。
島原 總一郎（Shimabara Souichirou）
有馬汽車的社長，患有血管瘤，手術由西園主刀。
元宮 誠一（Motomiya Seiichi）
心臟外科主治醫生，夕紀的指導醫師之一，對西園陽平崇敬。
菅沼 庸子（Suganuma Youko）
愛慕元宮醫生的護士，偏見的認為夕紀靠請教問題接近元宮，對夕紀態度不佳。

## 電視劇
電視劇於2011年在NHK「週六劇場Special」時段播放，由石原里美、速水直道主演。

### 主演
- 冰室夕紀 - 石原里美
- 直井穰治 - 速水直道
- 七尾行成 - 吹越滿
- 真瀨望 - 倉科加奈
- 元宮誠一 - 相島一之
- 冰室健介 - 永島敏行
- 冰室百合惠 - 高島礼子
- 島原總一郎 - 中尾彬
- 西園陽平 - 館廣
- 神原正雄 - 山本圭
- 中塚芳江 - 草村礼子
- 菅沼庸子 - 山下容莉枝
- 神原春菜 - 長澤奈央
- 島原寬子 - 大澤逸美
- 本間警部 - 山崎一
- 笠木事務長 - 螢雪次朗
- 坂本刑事 - 金兒憲史

### 製作人員
- 原作 - 東野圭吾《使命與心的極限》（角川文庫刊）
- 導演 - 片岡啟司
- 劇本 - 吉田紀子
- 音樂 - 窪田美奈
- 製作統括 - 谷口卓敬
- 製作著作 - NHK

### 集數列表
| 標題 | 播放日期       | 收視率 |
| ---- | -------------- | ------ |
| 前篇 | 2011年11月5日  | 6.7%   |
| 後篇 | 2011年11月12日 | 7.2%   |

## 外部連結
- （日語）
- （日語）http://www.kadokawa.co.jp/bunko/bk_detail.php?pcd=200902000439 （页面存档备份，存于）
- （日語）http://www.tvdrama-db.com/drama_info/p/id-48425 （页面存档备份，存于）
- （简体中文）豆瓣讀書：使命與心的極限 （页面存档备份，存于）